# ندكان غورمي
ندكان غورمي (بالفارسية: ندکان گورمی) هي قرية تقع في البلدة المركزية في إيران. يقدر عدد سكانها بـ 365 نسمة بحسب إحصاء 2016.